# 2018年新不列颠岛地震
2018年新不列颠岛地震是指2018年10月11日发生于巴布亚新几内亚新不列颠岛的强烈地震。该次地震震中位于南纬5.678度、东经151.198度，震级为MW 7.0级、Ms 7.1级，震源深度约40.3千米。该次地震已被列入美国地质调查局2018年显著地震列表。

## 构造背景
巴布亚新几内亚处于环太平洋地震带。由于太平洋板块与印度澳大利亚板块间的碰撞，该国成为一个非常的地震危险区，近年来多次发生6级以上地震，其中自1900年以来已经发生了100多次7级以上的地震。根据C·德梅兹在1994年得出的结论，新不列颠岛所处澳大利亚板块和太平洋板块的交界部位，澳大利亚板块正在以105 mm/a的速率相对于太平洋板块向东东北方向运动。特雷西·约翰逊和皮特·莫纳尔在1972年分析出，澳大利亚板块在新不列颠海沟处同时向新不列颠岛和新爱尔兰岛向下俯冲可达到约地幔500千米的深度。哈利·M·本兹等人于2010年发布的公开报告中称，所罗门海块体沿所罗门群岛海沟以约95 mm/a的速率向东东北方向运动。崔华伟、万永革等人在分析2015年3月新不列颠岛7.4级地震震源机制时，得出新不列颠地区的地震若由所罗门海块体的俯冲运动和南俾斯麦块体与太平洋板块的近E-W（东-西）向的挤压作用共同引发，则机制大多为走滑型和逆冲型。
新不列颠岛曾在2010年7月发生过一次矩震级为7.3级的强烈地震。而在2018年新不列颠岛地震主震发生约178秒（3分钟）之前，该地区曾发生了一次Ms 5.8级的前震。

## 参数测定
美国地质调查局最初测定的2018年新不列颠岛地震的震级为MW 7.3级，随后该局将震级修订为MW 7.0级，另测定出震中为南纬5.678度、东经151.198度，震源深度约为40.3千米。中国地震台网测定的震级为MS 7.0级，震源深度约为20千米。

## 海啸
地震发生10分钟后，太平洋海啸预警中心发布了关于2018年新不列颠岛地震海啸威胁的第一号情报。第一号情报指出，靠近震中的沿岸地区存在海啸威胁，巴布亚新几内亚和所罗门群岛的沿岸地区可能会遭受最高为0.3米的海啸。但该情报还指出，要确定夏威夷地区是否存在海啸威胁还为时过早。在地震发生49分钟后，太平洋海啸中心发布了第二号情报，指出本次地震未能引起一场破坏性的海啸，同时推定夏威夷地区没有海啸威胁。

## 震害情况
在地震发生时位于巴布亚新几内亚东新不列颠省拉包尔警局的警员罗伊·迈克尔接受路透社采访时称，虽然他当时感到有些晃动，但震感并不强烈。